# Parc national Cueva de La Quebrada del Toro
Le parc national Cueva de La Quebrada del Toro (en espagnol, Parque nacional Cueva de la Quebrada del Toro), est un parc national situé dans l'État de Falcón et créé le 21 mars 1961.

## Géographie

### Situation
Le parc est précisément situé dans la municipalité de Unión, au sud de la ville de Santa Ana de Coro et dépend du système géologique des collines Lara-Falcón.

### Accès
Le parc est accessible depuis la route Santa Ana de Coro - Churuguara - Santa Cruz de Bucara - La Taza, à 9 kilomètres du poste de garde du parc, en direction du sud-est.

## Description
Le parc national est constitué de l'entrée de la grotte dans lequel coule un cours d'eau souterrain, dont les ressources hydriques principales proviennent du río El Toro, affluent du río Tocuyo côtier.

## Géographie

### Faune et flore

#### Faune
La faune variée se compose d'oiseaux, de mammifères et de reptiles. Parmi les oiseaux, doivent être cités le Guacharo des cavernes (Steatornis caripensis) et l'Ara bleu (Ara ararauna). Les reptiles sont bien représentés, notamment par l'espèce de scorpion endémique de la cordillère de Falcón, Tityus magnimanus. Parmi les mammifères, se rencontrent des tatous, des renards et le Jaguar et des espèces de chauve-souris.

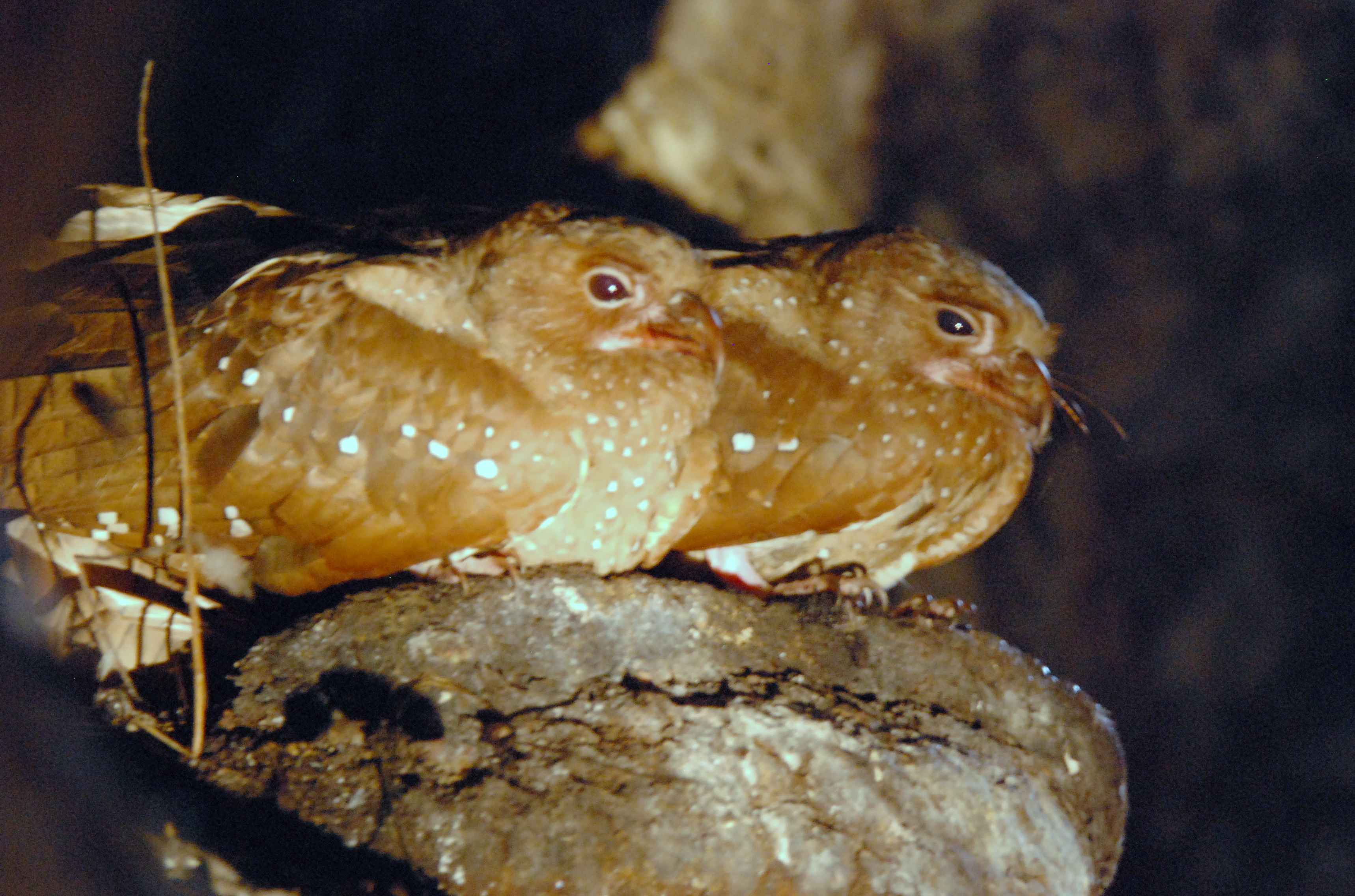
Guacharo des cavernes
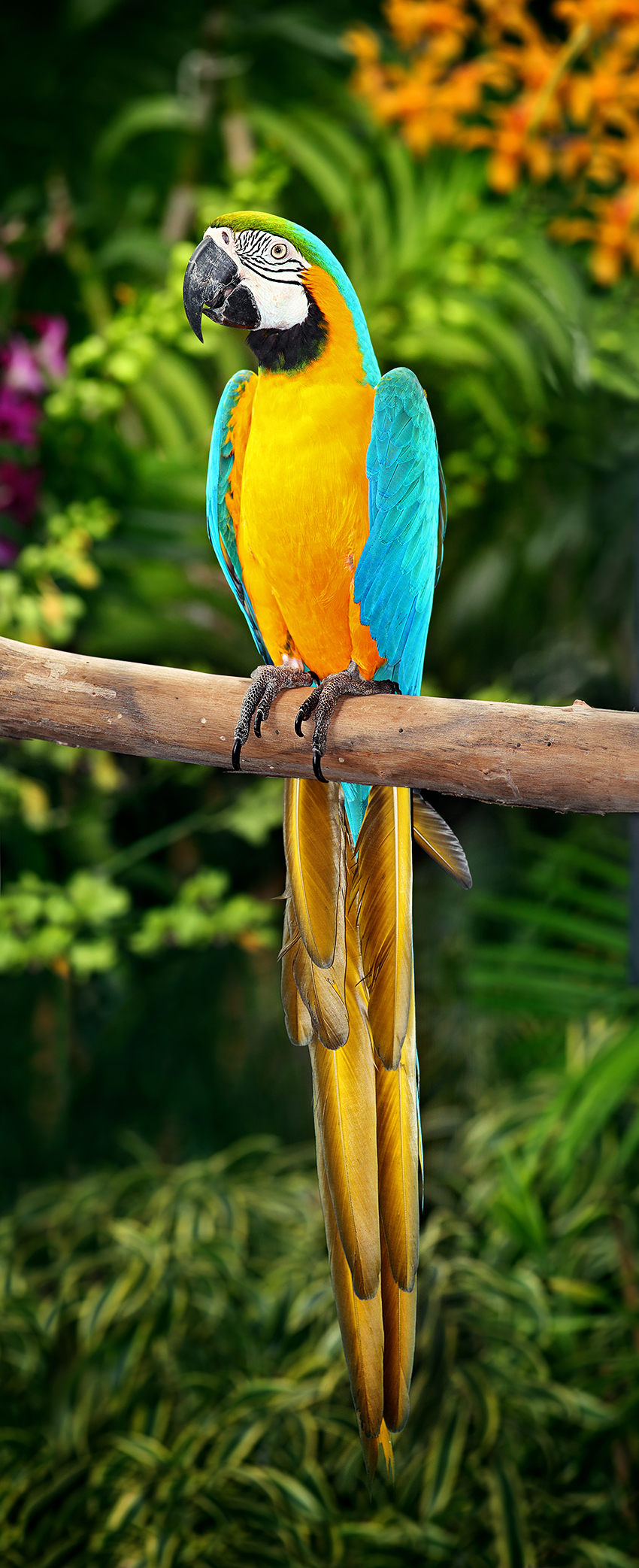
Ara bleu

#### Flore
La flore est principalement constituées d'espèces de fougères, de champignons, de lichens et d'algues dont les noms vernaculaires en espagnol sont, entre autres, de la famille du cambur, tels ocumo, bucare, araguaney, aguacatillo, higuerón, guaraba, apamate et chaguaramo.

## Tourisme
Le parc est ouverte de 8h du matin à 16h l'après-midi.